# Moure de la Gardille
Der Moure de la Gardille ist einer der höchsten Gipfel des Zentralmassivs. Er ist 1503 m hoch und liegt etwa 25 Kilometer ostnordöstlich von Mende. An der Südostseite des Bergs befindet sich die Quelle des Allier, westlich, wenig unterhalb des Gipfels, entspringt der Chassezac. Über den Berg führt der Fernwanderweg GR 7, knapp südlich des Gipfels vorbei.

## Karte
- Institut géographique national (IGN): Topografische Karte 1:100.000, Blatt 354, Parc national des Cevennes.